# DJ (David Bowie)
DJ is een nummer van de Britse muzikant David Bowie, uitgebracht als de tweede single van zijn album Lodger uit 1979.
Het nummer is bedoeld als cynisch commentaar op de diskjockey. Het nummer staat bekend om de gitaarsolo van Adrian Belew, die in meerdere takes was opgenomen en bij elkaar werden geplakt om de uiteindelijke solo te vormen. In een biografie van de Talking Heads wordt beschreven dat dit nummer een poging was van Bowie om te zingen als David Byrne, die Bowie's producer Brian Eno net had bevriend. Het nummer werd ietwat ingekort om als single te kunnen fungeren, maar was nog steeds niet commercieel genoeg om een grote hit te worden - het bleef steken op de 29e plaats in het Verenigd Koninkrijk en werd in de rest van de wereld niet uitgebracht.

## Tracklijst
1. "DJ" (Bowie/Brian Eno/Carlos Alomar) - 3:59
2. "Repetition" (Bowie) - 2:59

## Muzikanten
- David Bowie: zang, Chamberlin, piano
- Adrian Belew, Carlos Alomar: gitaar
- George Murray: basgitaar
- Dennis Davis: drums
- Simon House: viool
- Brian Eno: synthesizer op "Repetition"